# Czeglédi László
Czeglédi László (beceneve: Czeka; a Jóságos) (Füzesabony, 1942. augusztus 9. – 2021. november 7.) magyar ügyvéd.

## Életpályája
1960-ban érettségizett az egri Dobó István Gimnáziumban. 1961-től az Eötvös Loránd Tudományegyetem Jogtudományi Karán tanult. Itt Világhy Miklós professzor demonstrátornak hívta a polgári jogi tanszékre. 1964–1966 között az Eötvös Klub igazgatója volt. Az egyetem után a Fővárosi Tanács Városrendezési és Építészeti Főosztályán volt joggyakornok. 1968–1986 között a Budapesti 18. számú Ügyvédi Munkaközösségben tevékenykedett ügyvédjelöltként, majd ügyvédként. Jogi egyetemi tanulmányai mellett beiratkozott az Eötvös Loránd Tudományegyetem Bölcsészettudományi Karának filozófia szakára, ahol 1974-ig tanult. 1986-ban megbízást kapott a Budapesti Ügyvédi Kamarától egy új ügyvédi munkaközösség megszervezésére; 1987-ben létrehozta a Budapesti 26-os számú Ügyvédi Munkaközösséget. 1988-ban megalapította az első magyarországi Lions klubot. 1993–2019 között a Czeglédi és Társai Ügyvédi Iroda vezetője és alapító tagja volt. 1994–2000 között a Duna Televízió Alapítvány alapító és kuratóriumi tagja volt. 1997-ig folyamatosan képezte és gyarapította tudását az iparjogvédelem, a külkereskedelmi jog, az ingatlanfejlesztés, valamint a bankszakjog területén. 2002-ig a Thai Magyar Baráti Társaság elnöke, majd vezetőségi tagja volt. 2003–2010 között a Magyar Televízió Közalapítvány Kuratóriumának megválasztott elnöke volt (MSZP).
Temetése az Óbudai temetőben történt.

## Díjai
- Eötvös Károly-díj (2005)